# Disastro della motonave Elisabetta Montanari
Il disastro della motonave Elisabetta Montanari fu un incidente sul lavoro, con conseguenze tragiche, che avvenne a Ravenna venerdì 13 marzo 1987 durante le operazioni di manutenzione straordinaria della omonima nave gassiera. L'evento fu scatenato da un incendio scoppiato nella stiva numero 2 dell'imbarcazione: le esalazioni sprigionate della combustione causarono la morte per asfissia di 13 operai, in quel momento impegnati nel cantiere di manutenzione.
L'imbarcazione, appartenente al compartimento marittimo di Trieste, era una nave cisterna di fabbricazione norvegese adibita al trasporto di gas GPL. Da alcuni giorni era stata tirata in secco in un bacino di carenaggio del porto di Ravenna per essere sottoposta a operazioni di riclassificazione condotte in un cantiere di manutenzione di cui era titolare la Mecnavi s.r.l., azienda di proprietà dei fratelli Arienti.

## Dinamica dell'incidente

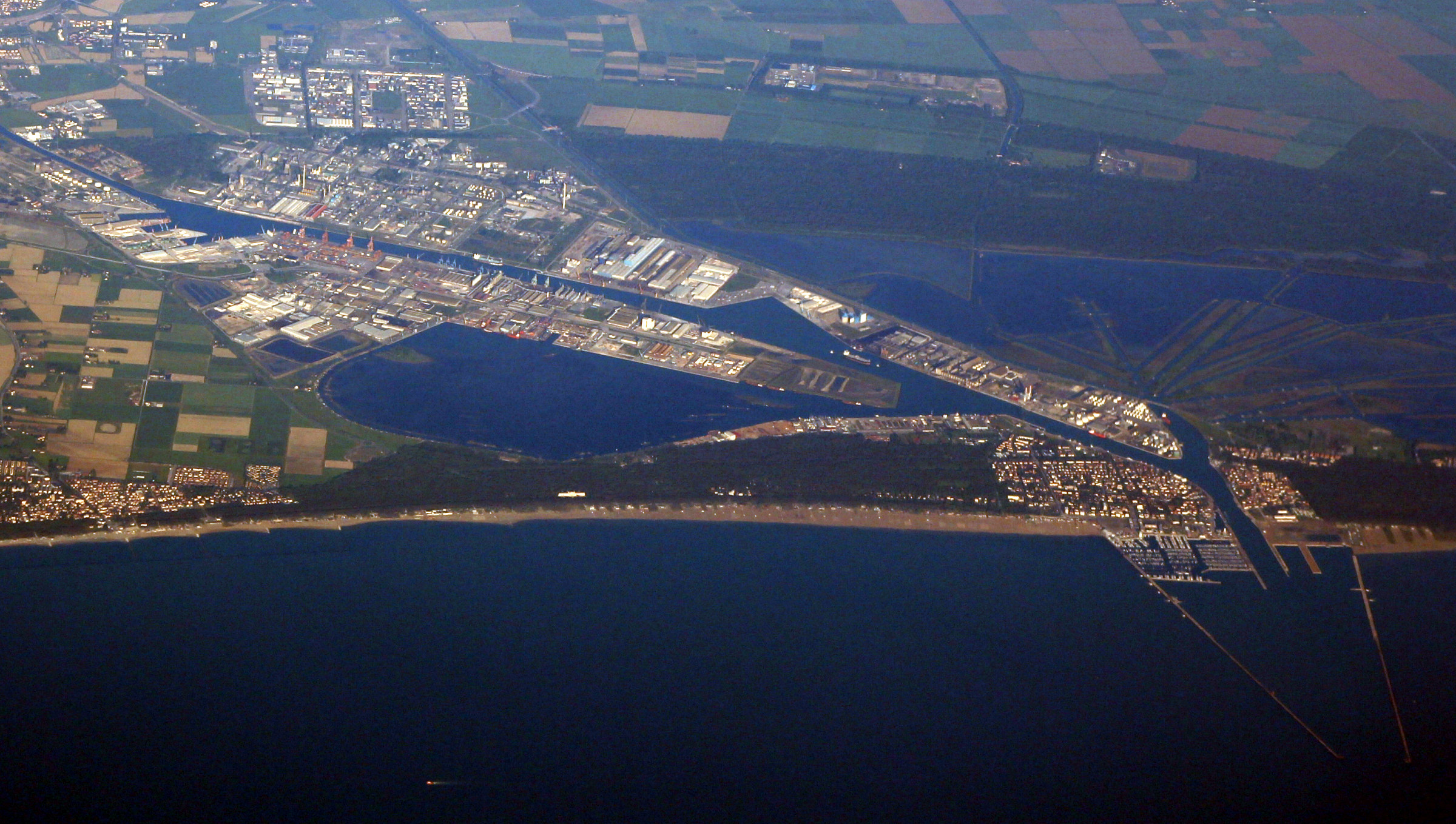
Veduta aerea del porto di Ravenna.

L'incendio nella stiva, scoppiato alle 9:05, era stato causato, in maniera involontaria e accidentale, dalle operazioni di una squadra di operai intenti a lavori di saldatura nella cisterna, condotti con l'ausilio di una fiamma ossidrica. A prendere fuoco fu l'olio minerale fuoriuscito da una tubazione: la squadra di saldatori tentò di estinguere l'incendio. L'inutilità degli sforzi iniziali, vanificati dall'assenza di estintori o altri mezzi idonei, costrinse gli operai a mettersi al sicuro, ignari della presenza di altre persone.
Le fiamme divampate tagliarono ogni via di fuga a un'altra squadra di manutentori/pulitori che lavorava, in contemporanea, in un piano inferiore: si trattava dei cosiddetti "picchettini", così come vengono chiamati, in gergo, i lavoratori impegnati negli umili lavori di pulizia, rimuovendo incrostazioni, ruggine e residui di combustibile, muovendosi in cunicoli bassi e angusti, servendosi di stracci, spazzole, raschietti e pale. La loro morte avvenne per soffocamento: i periti incaricati dell'autopsia dei cadaveri rilevarono l'esito di un edema polmonare dovuto all'inspirazione delle esalazioni tossiche di acido cianidrico e altri gas sviluppatisi nell'incendio. Come si sarebbe accertato in seguito, la morte degli operai era avvenuta al termine di una lunga agonia.

### Contesto ambientale e sociale

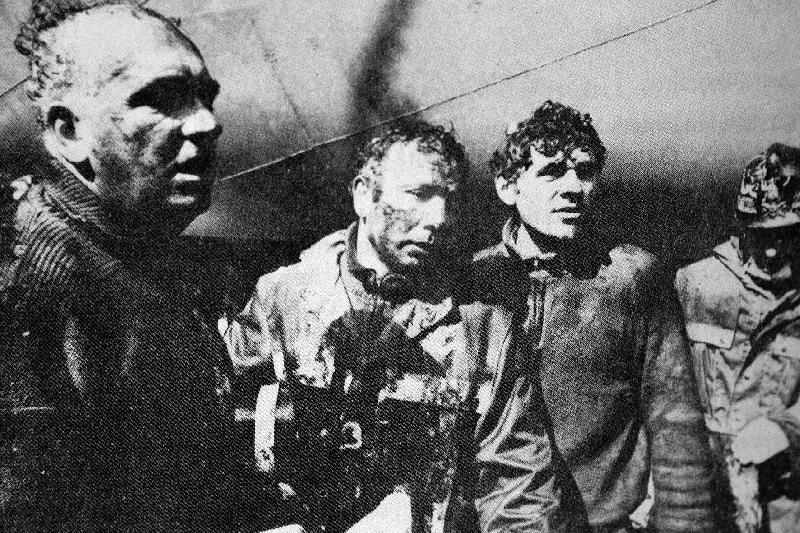
Vigili del fuoco e sommozzatori delle squadre di soccorso

La vicenda mise in luce la disapplicazione delle più elementari misure di sicurezza sul lavoro, come la disponibilità di estintori e presidi antincendio, la previsione di vie di fuga da seguire in caso di pericolo. Evidenziò anche le durissime condizioni a cui era sottoposta la manodopera impiegata nei cantieri di manutenzione. Emerse, inoltre, il diffuso sistema di caporalato che si muoveva per il reclutamento di manodopera nella realtà industriale della manutenzione navale, attingendo spesso alle fasce marginalizzate e indifese della società. Fu rilevata, inoltre, la disorganizzazione del cantiere, con squadre operaie che lavoravano in simultanea, talmente prive di alcuna forma di coordinazione che ciascuna ignorava perfino la presenza delle altre.

## Vittime
Nell'incidente morirono tredici operai, alcuni dei quali erano assunti "in nero". Alcune delle posizioni lavorative furono oggetto di una surrettizia messa in regola, dopo che l'incendio era divampato: mentre i Vigili del fuoco erano ancora alle prese con il rogo, l'azienda, anziché collaborare al tentativo di salvataggio, tentò di recuperare i libretti di lavoro nelle abitazioni del personale irregolare.
Delle tredici vittime, dodici erano di nazionalità italiana mentre una tredicesima era un immigrato straniero di provenienza extracomunitaria:
- Filippo Argnani, di 40 anni.
- Marcello Cacciatore, 23 anni, di Ruffano (LE).
- Alessandro Centioni, 21 anni, di Bertinoro.
- Gianni Cortini, 19 anni, di Ravenna, era al suo primo giorno di lavoro.
- Massimo Foschi, 36 anni, di Cervia.
- Marco Gaudenzi, 18 anni, di Bertinoro.
- Domenico Lapolla, 25 anni, di Bertinoro.
- Mosad Mohamed Abdel Hady, 36 anni, egiziano, residente a Marina di Ravenna.
- Vincenzo Padua, 60 anni, unico dipendente della Mecnavi, vicino al pensionamento.
- Onofrio Piegari, 29 anni, di Bertinoro.
- Massimo Romeo, 24 anni, al suo primo giorno di lavoro.
- Antonio Sansovini, 29 anni.
- Paolo Seconi, 24 anni, di Ravenna, al suo primo giorno di lavoro.

Le esequie si tennero il 16 marzo successivo, officiate dall'arcivescovo di Ravenna, monsignor Ersilio Tonini. Durante il rito funebre, mons. Tonini pronunciò una durissima omelia, in cui denunciò l'inaccettabile e "disumana umiliazione", da "uomini e topi", insita nelle condizioni di lavoro imposte a quegli operai.

## Indagini e processo
L'inchiesta per l'individuazione delle cause del disastro e delle responsabilità penali furono condotte dal procuratore capo di Ravenna, Aldo Ricciuti, e dal sostituto procuratore Francesco Iacoviello. Le indagini compiute, e il successivo processo, condussero alla condanna a 7 anni e mezzo per l'imprenditore Enzo Arienti della Mecnavi, pena che fu poi ridotta a 4 anni nel 1994.